# Alexandre Pal
Alexandre Vladimirovitch Pal (en russe : Александр Владимирович Паль), né le 16 décembre 1988 à Tcheliabinsk, dans le district fédéral de l'Oural, est un acteur russe de théâtre et de cinéma. Il obtient le prix du meilleur rôle masculin pour son interprétation de Popov, dans le film «Rag Union» (en russe : Тряпичный союз), au festival Kinotaure de 2015, à Sotchi.

## Biographie
Alexandre Pal est descendant de russes allemands, déportés dans l'Oural au lendemain de l'invasion de l'URSS par les troupes allemandes.
Au début de ses études, Alexandre Pal ne se prédestine pas spécifiquement à une carrière d'acteur. Il s'inscrit néanmoins à l'Académie russe des arts du théâtre, le GITIS, à Moscou, où il suit les cours de Léonide Kheïfets. Il est ensuite acteur au Théâtre du jeune spectateur de Moscou, ainsi qu'au Théâtre Maïakovski.

## Rôles au cinéma
La première apparition marquante d'Alexandre Pal au cinéma reste son interprétation dans la comédie Embrassez-vous! (en russe : Горько!), réalisée en 2013, où il donne la réplique à l'acteur et humoriste Sergueï Svetlakov. Bien qu'il n'y tienne pas le premier rôle, son charisme attire tout de suite l'attention des professionnels et des journalistes,.
Sort ensuite sur les écrans la comédie noire Tout, et tout de suite! (en russe : Всё и сразу) dans laquelle Pal interprète un des rôles clés. En 2014 il tourne dans le court métrage intitulé Accidentellement (en russe : Нечаянно), qui reçoit le prix du meilleur court métrage au festival Kinotaure de 2014. Ce court métrage figure parmi les six courts métrages de la collection Nouveaux Russes, collection qui fera le tour des salles de cinéma russes pour sortir le court métrage des seuls festivals de cinéma, et faire découvrir de jeunes réalisateurs talentueux.
En 2015, Alexandre Pal est à l'affiche de plusieurs films: Le Gars de notre cimetière, Sans frontière, Hardcore Henry ou encore Le Pays des miracles. Il obtient le prix du meilleur acteur, partagé avec ses partenaires Vassili Boutkevitch, Ivan Iankovski et Pavel Tchinariov, au festival Kinotaure 2015 pour son interprétation dans le film de Mikhaïl Mestetski, Rag Union.
Au festival international du film de Moscou de 2016, il reçoit le prix spécial Chopard Talent Award qui récompense le jeune acteur le plus talentueux et le plus prometteur.
Il est régulièrement invité sur le plateau du talk-show Ourgant, la nocturne (en russe : Вечерний Ургант) animé par Ivan Ourgant, et a participé au web-show de Iouri Doud chezDoud (en russe : вДудь).

## Filmographie
- 2013 : Embrassez-vous ! (en russe : Горько!) de Jora Kryjovnikov
- 2013 : Tout, et tout de suite! (en russe : Всё и сразу)
- 2014 : Embrassez-vous ! 2 (en russe : Горько! 2) de Jora Kryjovnikov
- 2014 : Accidentellement (en russe : Нечаянно) (court métrage) de Jora Kryjovnikov
- 2014 : Iolki 1914 (en russe : Ёлки 1914) de Timour Bekmambetov
- 2015 : Le Gars de notre cimetière (en russe : Парень с нашего кладбища)
- 2015 : Sans frontière (en russe : Без границ)
- 2015 : Le Pays des miracles (en russe : Страна чудес)
- 2015 : Hardcore Henry (en russe : Хардкор) de Ilya Naishuller
- 2015 : Rag Union (en russe : Тряпичный союз)
- 2016 : Le Brise-glace (en russe : Ледокол)
- 2016 : Un Bon garçon (en russe : Хороший мальчик)
- 2016 : Petersbourg. Seulement par amour (en russe : Петербург. Только по любви)
- 2017 : La Vie devant soi (en russe : Жизнь впереди)
- 2017 : Vous m'agacez tous! (en russe : Вы все меня бесите!) (série télévisée)
- 2017 : De l'amour 2 : Seulement pour adultes (en russe : Про любовь. Только для взрослых)
- 2017 : Raid (en russe : Налёт) (série télévisée)
- 2020 : Plus profond ! (Глубже!) de Mikhaïl Segal : Roman
- 2021 : Nobody d'Ilya Naishuller : frère de Julien
- 2021 : À résidence (Дело) d'Alexeï Alexeïevitch Guerman

## Clips
- 2012 : Dors (en russe : Спи), de Vassili Zorki
- 2015 : Radio (en russe : Радио), de Moussia Totibadze
- 2015 : Voyage (en russe : Вояж), du groupe Leningrad, clip réalisé par Ilya Naishuller
- 2017 : Freefall [Reincarnation], de Race to space/R.A.I.
- 2017 : Pardon, Je suis amoureux (en russe : Pardon, Я влюблен), de Sergueï Chnourov, leader du groupe Leningrad